# Crociata albigese
La crociata albigese o crociata catara (in francese: Croisade des albigeois, occitano: Crosada dels albigeses) fu una campagna militare lunga 20 anni che ebbe luogo tra il 1209 e il 1229, bandita da papa Innocenzo III con lo scopo di estirpare il catarismo dai territori della Linguadoca nel sud della Francia, dove i signori di Provenza e il conte di Tolosa (e anche alcuni ecclesiastici come i vescovi di Tolosa e Carcassonne e l'arcivescovo di Narbona), verso la fine del XII secolo, permisero che i catari predicassero nei villaggi e ricevessero lasciti anche cospicui, accettando che catari fossero messi anche a capo dei conventi. La crociata fu perseguita principalmente dalla corona francese assumendo un connotato politico.
I catari ebbero origine da un movimento di riforma antimaterialista all'interno delle chiese bogomiliste dei Balcani che auspicava un ritorno al messaggio cristiano originale di perfezione, povertà e predicazione, combinato con un rifiuto dei beni materiali. Questo ideale fu una reazione agli stili di vita di gran parte del clero, spesso percepiti come scandalosi e dissoluti. La teologia catara era fondamentalmente dualista: pertanto, la loro visione del mondo era in radicale contrasto con la dottrina cristiana dell'Incarnazione di Cristo e dei sacramenti. Ciò portò all'accusa di gnosticismo e alla condanna da parte delle gerarchie cattoliche. I Catari erano noti anche come "Albigesi" poiché molti adepti vivevano nella regione di Albi.
Tra il 1022 e il 1163, i catari furono condannati da otto concili ecclesiastici locali, l'ultimo dei quali, tenutosi a Tours, dichiarò che dovevano essere tutti messi in prigione e confiscati i loro beni. Il concilio Lateranense III del 1179 ripeté tale la condanna. Inizialmente, i tentativi diplomatici promossi da Innocenzo III per eliminare il movimento ebbero uno scarso successo. Nel 1208, poiché il legato pontificio Pierre de Castelnau fu ucciso e di questo fatto il conte di Tolosa Raimondo VI era ritenuto il principale responsabile, il papa indisse la crociata.
Dal 1209 al 1215, i crociati raccolsero numerosi successi, conquistando terre catare ma commettendo anche azioni estremamente violente, spesso rivolte contro i civili. Dal 1215 al 1225, una serie di rivolte fecero riconquistare ai Catari molte delle terre inizialmente perdute; tuttavia, un successivo rinnovamento della crociata portò alla definitiva sconfitta del movimento. La crociata contro gli Albigesi ebbe un ruolo nella creazione e nell'istituzionalizzazione sia dell'Ordine domenicano sia dell'Inquisizione medievale. I primi predicavano gli insegnamenti della Chiesa nelle città e nei villaggi, l'Inquisizione indagava sulle presunte eresie. Grazie a queste azioni, entro la metà del XIV secolo ogni traccia catara era stata cancellata. La crociata contro gli Albigesi è considerata da alcuni storici come un genocidio. Conseguenza ultima della crociata fu anche l'inizio del lungo declino della cultura e della lingua occitana in tutto il sud della Francia.

## Teologia catara

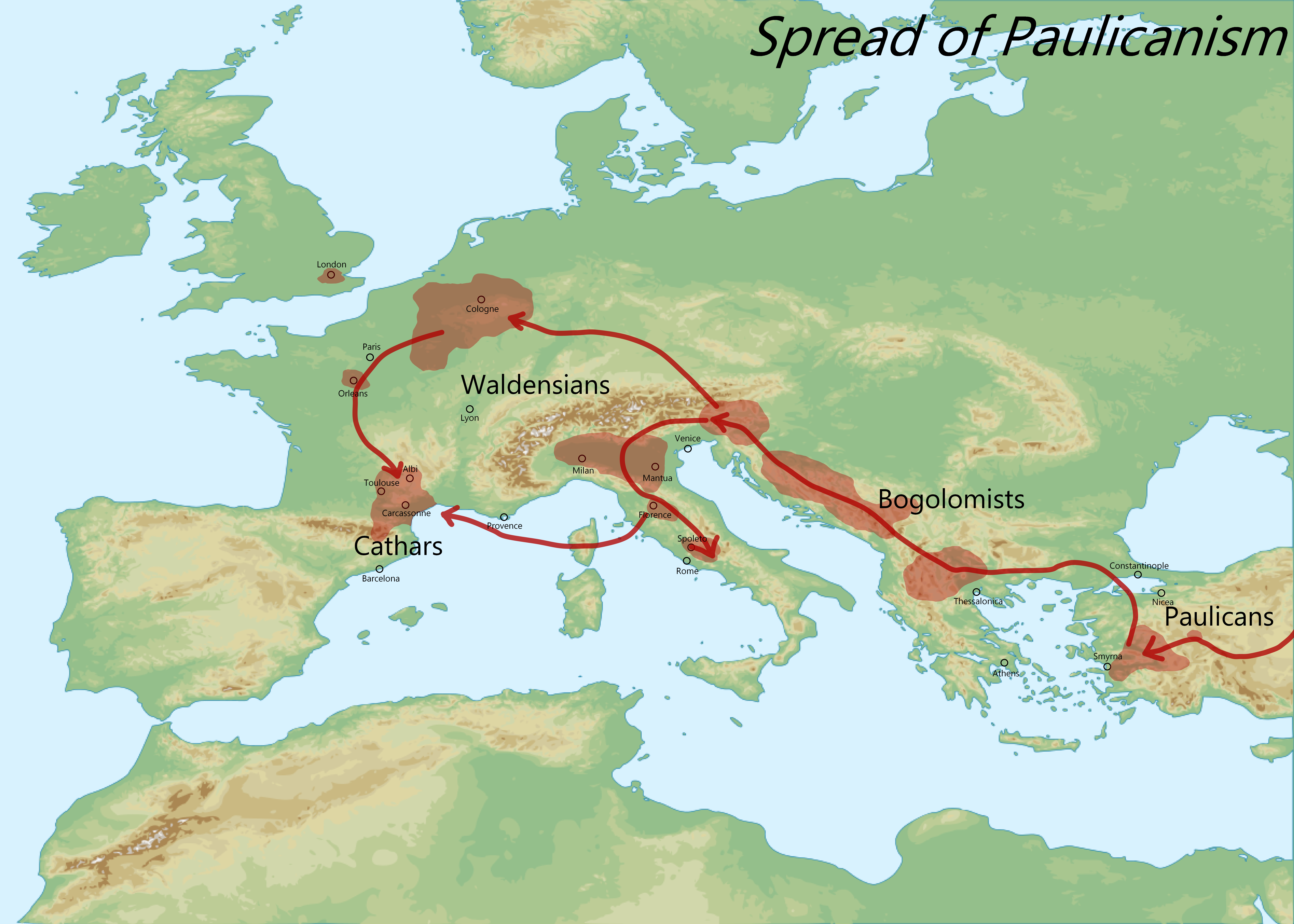
La mappa mostra lo sviluppo dal Paulicianesimo al Catarismo

Derivata in parte da precedenti forme di gnosticismo, la teologia dei Catari era dualistica, una dottrina basata su due principi trascendentali uguali e comparabili: Dio, la forza del bene, e il Demiurgo, la forza del male. I catari ritenevano che il mondo fisico fosse malvagio e creato da questo demiurgo, che chiamavano Rex Mundi ("Re del mondo"). La visione catara di Dio era completamente disincarnata: lo consideravano come un essere o principio di puro spirito e completamente privo di materia. Era il Dio dell'amore, dell'ordine e della pace. Gesù era un angelo e i racconti su di lui presenti nel Nuovo Testamento dovevano essere intesi come allegorie. Poiché il mondo fisico e il corpo umano erano la creazione effettuata dal principio malvagio, l'astinenza sessuale (anche nel matrimonio) era incoraggiata. L'autorità civile non aveva alcun diritto su un cataro, poiché questa era un'imposizione del mondo fisico. Di conseguenza, i catari si rifiutarono di prestare giuramento di fedeltà o di offrirsi come volontari per il servizio militare. La dottrina catara si opponeva all'uccisione di animali e al consumo di carne.
I catari rifiutavano il sacerdozio cattolico, etichettando i suoi membri, compreso il papa, come indegni e corrotti. In disaccordo sul concetto cattolico del ruolo unico del sacerdozio, insegnavano che chiunque, non solo il prete, poteva celebrare l'eucaristia o ascoltare una confessione. Rifiutavano il dogma della presenza reale di Cristo nell'eucaristia e l'insegnamento cattolico sull'esistenza del Purgatorio.
Il catarismo sviluppò una propria forma unica di "sacramento" noto come consolamentum, per sostituire il battesimo cattolico. Invece di ricevere il battesimo attraverso l'acqua, si riceveva il consolamentum mediante l'imposizione delle mani. I catari consideravano l'acqua impura perché corrotta dalla terra, e quindi si rifiutavano di usarla nei loro riti. Tale atto veniva rimandato in genere a poco prima della morte poiché i catari credevano che in forza di esso venissero cancellati tutti i peccati precedenti così da accrescere le possibilità di salvezza. Dopo aver ricevuto il consolamentum, il fedele diventava perfectus.
Nonostante la forte connotazione anticlericale dei catari, vi erano uomini selezionati tra di loro che fungevano da vescovi e diaconi; i primi erano scelti tra i perfecti.

## Contesto

### Affermazione del catarismo

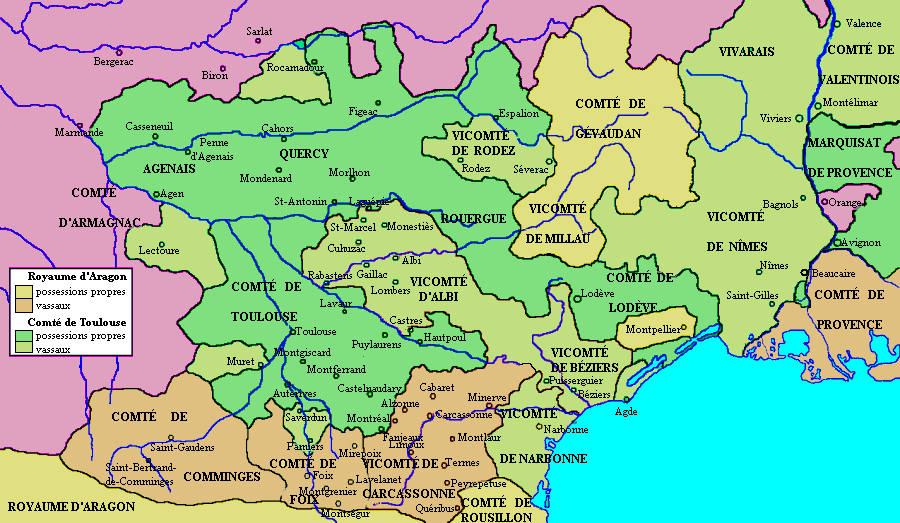
Mappa della Linguadoca al tempo della crociata albigese

I Catari facevano parte di un diffuso movimento di riforma spirituale nell'Europa medievale che ebbe inizio intorno al 653 quando Costantino di Manamali portò una copia dei Vangeli in Armenia. Nei secoli successivi sorsero numerosi gruppi dissidenti, raccolti attorno a predicatori carismatici, che rifiutavano l'autorità della Chiesa. Questi gruppi basavano le loro credenze e pratiche sui Vangeli piuttosto che sui dogmi professati dalla Chiesa e cercavano un ritorno al cristianesimo delle origini e alla fede degli Apostoli. Affermavano che il loro insegnamento fosse radicato nella Scrittura e che faceva parte della tradizione apostolica. Sette come i Pauliciani in Armenia, i Bogomili in Bulgaria e nei Balcani, gli Arnaldisti nel nord Italia, i Petrobrusiani nel sud della Francia, i seguaci di Enrico di Losanna in Svizzera e in Francia, e i Valdesi del Piemonte, vennero violentemente perseguitate e represse. Venne ordinato di mettere al rogo i pauliciani come eretici; i bogomili furono espulsi dalla Serbia e in seguito sottoposti all'Inquisizione e alla crociata bosniaca; Pietro di Bruys, esponente dei Petrobrusiani, fu gettato in un rogo da una folla inferocita nel 1131.
Alcuni importanti predicatori del XII secolo insistevano sul fatto che fosse responsabilità dell'individuo sviluppare una relazione con Dio, indipendentemente da un clero istituzionale. Enrico di Losanna criticò il sacerdozio e chiese una riforma laicale della Chiesa, guadagnando un grande seguito. La predicazione di Enrico si concentrava sulla condanna della corruzione clericale e della gerarchia ecclesiastica e non vi sono prove che concordasse con gli insegnamenti catari sul dualismo. Fu arrestato intorno al 1146 e di lui non si ebbero più notizie. Arnaldo da Brescia, capo degli Arnaldisti, venne impiccato nel 1155 e il suo corpo bruciato e i resti gettati nel fiume Tevere, "per paura", dice un cronista, "che il popolo non gli raccogliesse e li onorasse come le ceneri di un martire". I valdesi, seguaci di Pietro Valdo, vennero messi al rogo e massacrati.
Sebbene questi gruppi di dissenso condividessero alcune caratteristiche comuni con i catari, come l'anticlericalismo e il rifiuto dei sacramenti, essi, tranne forse i Pauliciani e i Bogomili, non aderirono alle credenze dualiste catare e non invocavano specificamente il dualismo come dogma. I Catari potrebbero aver avuto origine dai Bogomili, poiché alcuni studiosi riscontrano una continua tradizione manichea che coinvolgeva entrambi i gruppi. Questa visione non è universalmente condivisa.
Nel XII secolo, nei paesi, nelle città e nelle aree di nuova urbanizzazione, cominciarono ad apparire gruppi organizzati di dissidenti, come i valdesi e i catari. Nella Francia sud occidentale, all'epoca una delle aree più urbanizzate d'Europa, i Catari aumentarono di numero fino a diventare un movimento popolare di massa che si diffuse successivamente in altre aree. Una di queste fu la Lombardia, che dal 1170 ospitava una comunità di catari. Il movimento cataro è stato visto da alcuni come una reazione contro gli stili di vita corrotti ed eccessivamente terreni del clero, altri hanno sottolineato come fosse una manifestazione di insoddisfazione verso il potere papale. A Colonia, nel 1163, quattro uomini catari e una ragazza che si erano recati in città dalle Fiandre furono messi al rogo dopo aver rifiutato di pentirsi. Fino ad allora, la condanna al rogo per eresia era stata molto rara e veniva utilizzata per volere dei nobili soprattutto per ragioni politiche piuttosto che religiose; dopo questo evento, tuttavia, divennero più frequenti.

### Condanna dei Catari e tentativi di conversione

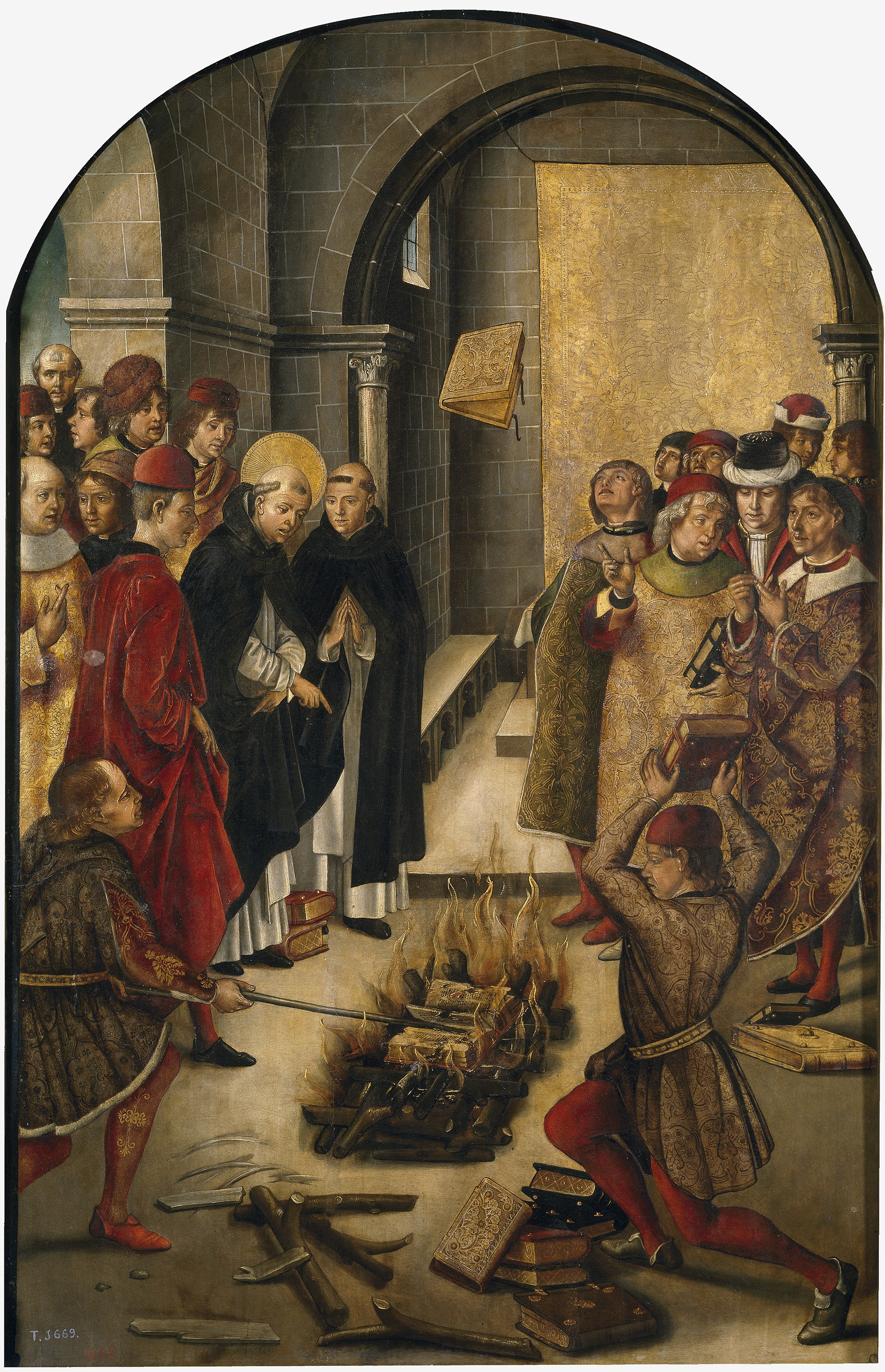
Dipinto di Pedro Berruguete del XV secolo in cui è rappresentata la storia di San Domenico e gli Albigesi; i testi di ciascuno vengono gettati nel fuoco, ma solo quelli di San Domenico si dimostrano miracolosamente resistenti alle fiamme.

Il catarismo continuò comunque a diffondersi trovando nella regione della Linguadoca i suoi maggiori successi. I catari erano conosciuti anche come "albigesi" per via dell'associazione con la città di Albi e perché il concilio del 1176 che dichiarò eretica la dottrina catara si tenne proprio nei suoi pressi. La condanna fu ribadita poi in occasione del Concilio Lateranense III del 1179. In Linguadoca, il controllo politico e la proprietà della terra erano divisi tra i molti signori locali e i loro eredi. Prima che scoppiasse la crociata, nelle regioni francesi mediterranee occidentali regnava una sostanziale pace nonostante che i territori fossero divisi tra la Corona d'Aragona e la Contea di Tolosa.
Salito al soglio pontificio nel 1198, papa Innocenzo III decise inizialmente di trattare per via diplomatica con i catari inviando in Linguadoca una delegazione di frati perché valutasse la situazione. La delegazione poté appurare che i Catari non mostravano il dovuto rispetto né per l'autorità del re francese né per la Chiesa cattolica locale, e i loro esponenti erano protetti da potenti nobili, che avevano un chiaro interesse per mantenere l'indipendenza dalla corona. Almeno in parte per questo motivo, molti potenti nobili abbracciarono il catarismo facendo anche un, seppur flebile, tentativo di seguire le sue rigide restrizioni sullo stile di vita. Preoccupato per tale scenario, Innocenzo si rivolse a Filippo II di Francia, esortandolo a costringere Raimondo VI di Tolosa, ad affrontare l'eresia o a deporlo manu militari.
Nel 1204, si offrì di benedire coloro che erano disposti a intraprendere una campagna militare contro i Catari con la stessa indulgenza concessa ai crociati in viaggio verso la Terra santa (la Quarta crociata, all'epoca nelle sue ultime fasi, aveva preso una direzione e obiettivi diversi). Tuttavia, re Filippo II Augusto era troppo occupato a combattere il re d'Inghilterra, Giovanni Senza Terra, che si era alleato con suo nipote l'Imperatore Ottone IV, ma aveva comunque permesso ai suoi vassalli di partecipare alla crociata a titolo personale, senza coinvolgervi le truppe mercenarie che dovevano rimanere al servizio della Corona. Il monarca francese aveva però rivendicato con costanza i propri diritti su quelle terre, fino a che Filippo Augusto, sotto la pressione papale, non autorizzò suo figlio, Luigi, ad andare crociato, prima nel 1215, e poi nel 1219, e poi convocando gli stati generali per approvare la crociata, nel 1222, poco prima di morire, avendo anche compreso l'utilità economica che un'annessione dei ricchi territori del Sud avrebbe comportato.
Uno dei nobili più potenti, Raimondo VI, conte di Tolosa, non abbracciò apertamente le sue prerogative indipendentiste; Per questo si rifiutò di cooperare con la delegazione inviata da papa Innocenzo III e di conseguenza venne scomunicato nel maggio 1207 mentre un interdetto venne posto sulle sue terre. Il papa cercò nuovamente la via diplomatica inviando alcuni predicatori, molti dei quali monaci dell'ordine cistercense, con lo scopo di convertire i catari. Sotto la direzione del legato pontificio Pietro di Castelnuovo (noto anche come Pierre de Castelnau), i predicatori riuscirono a ricondurre alcune persone alla fede cattolica, ma nella maggior parte dei casi dovettero arrendersi. In quegli anni arrivò in Linguadoca come missionario anche Domenico di Guzmán, che si applicò subito in dispute e contraddittori con i catari, ma si convinse anche immediatamente che bisognava dare l'esempio e vivere in umiltà e povertà come gli albigesi, che lo portò dieci anni dopo alla fondazione dell'Ordine dei Frati Predicatori.
Accortosi che i missionari non ottenevano il risultato sperato, Innocenzo III, su suggerimento di Arnaud Amaury, abate di Cîteaux, confratello di Pietro di Castelnuovo, alla fine del 1204, invitò i suoi legati a fare pressione sui vari signori locali affinché i catari fossero espulsi da tutti i loro territori, mentre ai legati fu concessa l'autorità di deporre gli ecclesiastici sospetti. Il 13 gennaio 1208, Raimondo incontrò Pietro nella speranza di ottenere l'assoluzione, ma l'incontro si risolse con un nulla di fatto con Raimondo che espulse il legato minacciando la sua stessa vita. La mattina seguente, Pietro venne ucciso da uno dei cavalieri di Raimondo e Innocenzo III accusò Raimondo di essere il mandante dell'assassinio; Guglielmo di Tudela attribuì la colpa a "uno scudiero dal cuore malvagio che sperava di ottenere l'approvazione del Conte".
Papa Innocenzo lanciò un anatema contro Raimondo e liberò tutti i suoi sudditi dal giuramento di obbedienza verso di lui. Tuttavia, il conte tentò immediatamente di riconciliarsi con la Chiesa inviando i suoi legati a Roma che riuscirono a far revocare la scomunica. Al Concilio di Avignone del 1209, Raimondo fu nuovamente scomunicato per non aver soddisfatto le condizioni decise in occasione della precedente riconciliazione e Innocenzo III si risolse ad indire una crociata contro gli Albigesi, con l'idea che un'Europa libera dall'eresia potesse difendere meglio i suoi confini contro gli invasori musulmani. Il periodo della Crociata coincise con la Quinta e la Sesta Crociata in Terra Santa.

## Campagna militare

### La crociata dei baroni e conquista dell'Occitania
Furono molti i signori e i prelati dell'Île-de-France, dell'Orleanese e della Piccardia che risposero all'appello, e intorno alla metà del 1209 circa 10 000 armati (50 000 secondo il cronista Pietro di les Vaux-de-Cernay) si erano radunati e accampati di fronte a Carcassonne, mentre altri soldati erano stati radunati a Lione dal capo della crociata, Arnaud Amaury, ed iniziarono a marciare verso Sud, verso la Linguadoca. Un gran numero di crociati proveniva dal nord della Francia, mentre alcuni si erano offerti volontari in Inghilterra. Le truppe crociate, oltrepassata la città di Montpellier, mossero contro le comunità catare riunitesi intorno ad Albi e Carcassonne per debellarle.
Raimondo Ruggero di Trancavel, sostenitore del movimento cataro e Raimondo di Tolosa, cercò la via delle trattative non riuscendo a cogliere il successo sperato; dopo aver appreso dell'arrivo dell'esercito crociato fece un veloce ritorno a Carcassonne per prepararne la difese.

#### Massacro di Béziers
In luglio i crociati assalirono il piccolo villaggio di Servian e mossero quindi verso Béziers, che raggiunsero il 21 luglio 1209. Sotto il comando del legato pontificio, Arnaud Amaury, iniziarono ad assediare la città, invitando i cattolici all'interno a uscire e chiedendo che i Catari si arrendessero. Nessuno dei due gruppi fece quello richiesto. La città cadde il giorno successivo, quando un fallito tentativo di sortita da parte degli assediati permise alle truppe crociate di penetrare nella città.
L'intera popolazione fu massacrata e la città rasa al suolo. È divenuta leggendaria la risposta che in quell'occasione Arnaud Amaury avrebbe rivolto a un soldato che gli chiedeva come poter distinguere nell'azione gli eretici dagli altri: "uccideteli tutti, Dio riconoscerà i suoi" (Caedite eos. Novit enim Dominus qui sunt eius). In realtà la frase, citazione della Seconda lettera a Timoteo di san Paolo, suonerebbe più così:
"Dio conosce quelli che sono suoi". L'autenticità della frase è discussa, Lo storico Joseph Strayer dubita che Amaury abbia effettivamente detto questo, ma sostiene che la dichiarazione cattura lo "spirito" dei crociati, che uccisero quasi ogni uomo, donna e bambino della città. Vero è che Amaury, insieme all'altro legato papale Milone, scrisse in una lettera al papa che i morti furono circa ventimila:
(Arnaud Amaury, Patrologia Latina, volume CCXVI, 139C)
Strayer avverte che questa stima è eccessiva, ma osserva che nella sua lettera «il legato non ha espresso alcun rammarico per il massacro, nemmeno una parola di condoglianze per il clero della cattedrale che è stato ucciso davanti al proprio altare» La notizia del massacro si diffuse rapidamente e in seguito molti insediamenti si arresero senza combattere.

#### Caduta di Carcassonne

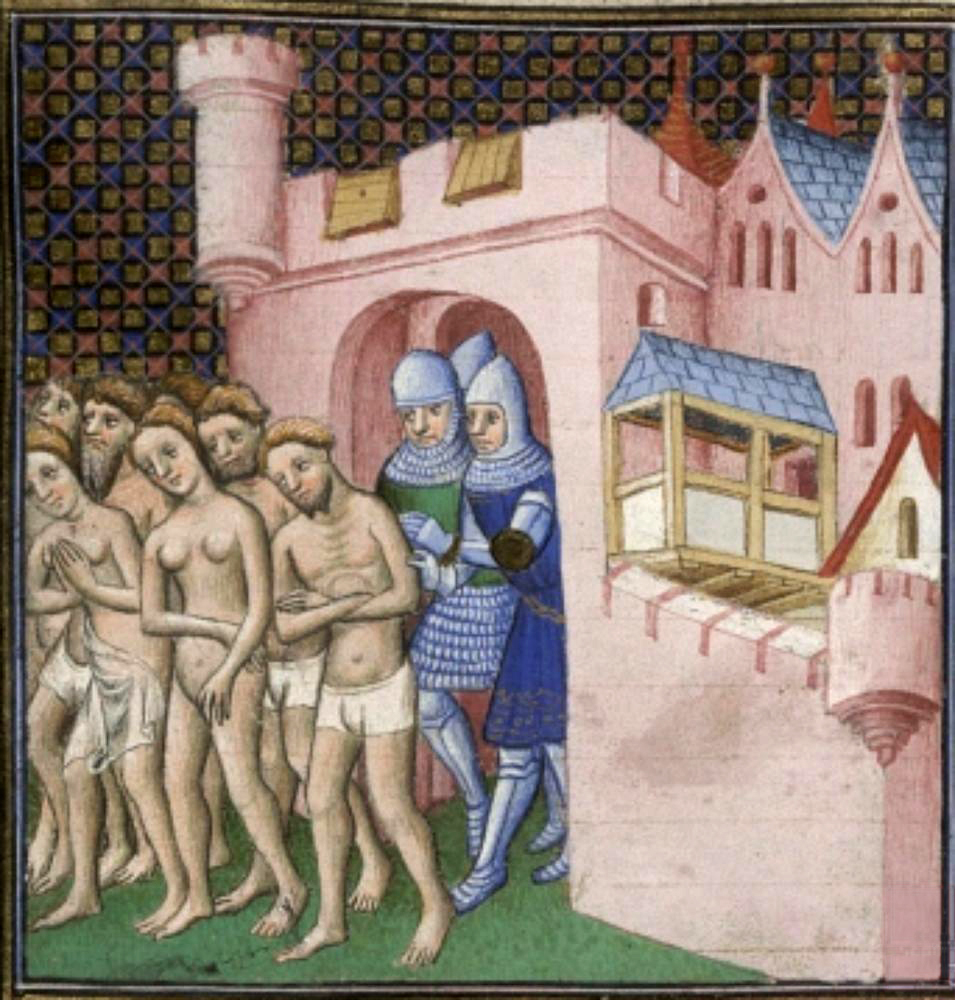
I Catari vengono espulsi da Carcassonne nel 1209

La notizia del massacro di Béziers si diffuse rapidamente, mettendo in allerta tutte le restanti comunità catare, e alcune città, come Narbona, si arresero. Il successivo obiettivo dei crociati fu la città di Carcassonne, che era sì ben fortificata, ma rimaneva tuttavia molto vulnerabile e sovraffollata di rifugiati. I crociati arrivarono sotto le mura cittadine il 1º agosto 1209, ma l'assedio non durò molto tempo, poiché il 7 agosto le truppe assedianti avevano tagliato ogni risorsa idrica alla città. Raimondo Ruggero di Trencavel cercò di trattare ma venne fatto prigioniero e la città fu costretta ad arrendersi il 15 agosto 1209; questa volta i suoi abitanti vennero risparmiati, ma furono costretti a lasciare la città, "completamente nudi", secondo Pietro di Vaux de Cernay (un monaco e testimone di molti eventi della crociata), o solo con le braghe, secondo altre fonti come le cronache di Guillaume de Puylaurens. Raimondo Ruggero morì poco tempo dopo, ufficialmente per dissenteria ma in molti credettero che fosse stato assassinato.
Nel frattempo nell'agosto 1209, dopo il rifiuto del duca Oddone di Borgogna e dei conti Erveo di Nevers e Gualtiero Saint-Pol, Simone di Montfort fu nominato capitano generale dell'esercito Crociato contro gli albigesi e, dopo aver preso il comando delle truppe crociate, cercò di assicurarsi il controllo dell'area circostante Carcassonne, Albi e Béziers. Dopo Carcassonne molte altre città furono costrette alla resa senza opporre resistenza, tra le quali Albi, Castelnaudary, Castres, Fanjeaux, Limoux, Lombers e Montréal, che caddero rapidamente una dopo l'altra in autunno. Tuttavia alcune delle città recentemente conquistate presto si ribellarono nuovamente, anche perché i crociati prestavano servizio solo quaranta giorni.

#### Assedio al Castello di Lastours

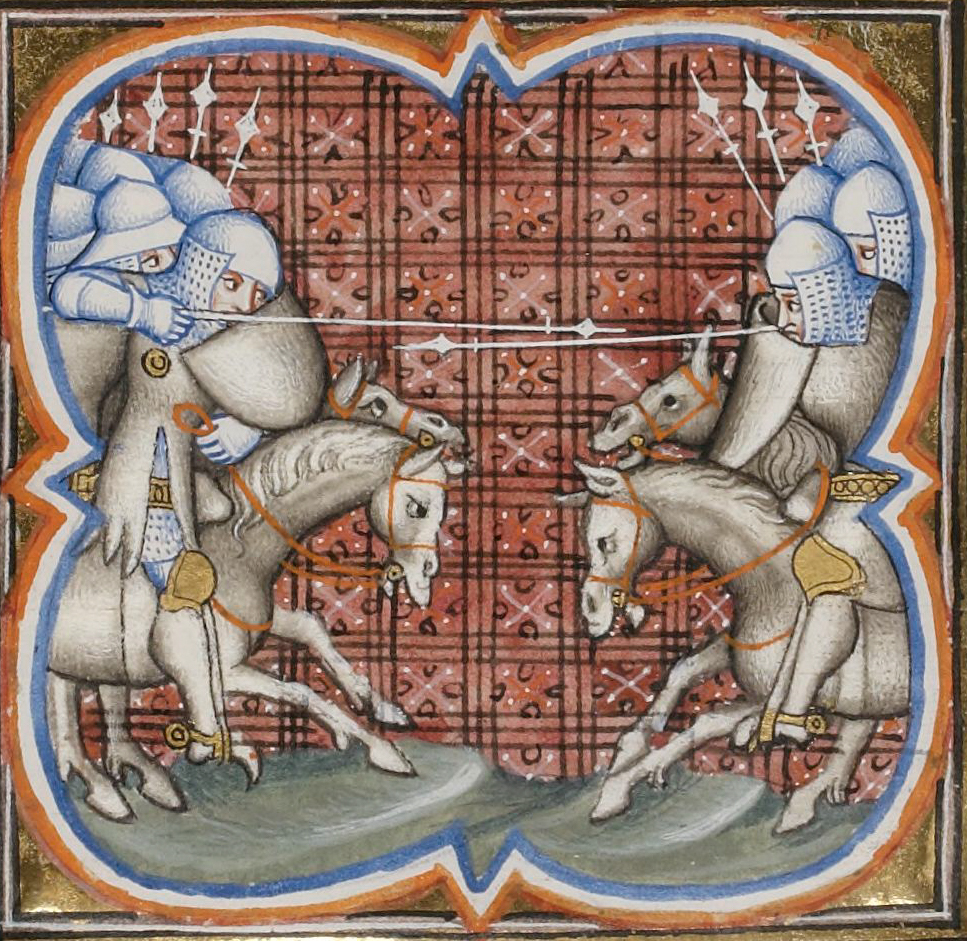
La Battaglia di Muret da una miniatura del XIV secolo

Lo sforzo successivo ebbe luogo verso il villaggio di Cabaret ed il sovrastante Castello di Lastours. Attaccato nel dicembre 1209, il castellano Pierre-Roger de Cabaret respinse gli assalitori. L'assedio subì un arresto durante l'inverno, ma nel frattempo i crociati ricevettero nuovi rinforzi. Nel marzo del 1210 venne prese la cittadina di Bram dopo un breve assedio, e in giugno i crociati giunsero nella ben fortificata città di Minerve. Non potendo prendere d'assalto la città a causa della sua posizione geografica, Simone dette inizio ad un pesante assedio riuscendo verso la fine del mese a distruggere il pozzo principale; il 22 luglio la città, a corto di acqua, si arrese. Simone desiderava trattare gli occupanti con indulgenza, ma fu costretto da Arnaud Amalric a punire i catari. I crociati lasciarono andare in libertà sia i soldati che difendevano la città che i cattolici al suo interno, insieme ai catari non "perfetti". Ai "perfetti" fu data l'opportunità di ritornare al cattolicesimo. Alla fine, solo tre donne ritrattarono la loro fede. I 140 che si rifiutarono furono messi al rogo. Alcuni si gettarono nelle fiamme volontariamente, non aspettando i loro carnefici.
In agosto la crociata si spostò alla roccaforte di Termes. Nonostante le sortite di Pierre-Roger de Cabaret, l'assedio fu implacabile. Gli assediati soffrirono di carenza d'acqua e Raimondo di Termes accettò una tregua temporanea. Tuttavia, i Catari furono brevemente sollevati da un intenso temporale e così poterono rifiutare di arrendersi. Alla fine, i difensori non riuscirono a rompere l'assedio ma, il 22 novembre, i Catari furono in grado di abbandonare la città e fuggire.
A marzo dell'anno successivo, il 1211, i crociati tornarono in forze a Lastours e Pierre-Roger de Cabaret accettò di arrendersi. In maggio il castello di Aimery de Montréal fu ripreso; lui e i suoi cavalieri più anziani furono impiccati e diverse centinaia di catari furono messi al rogo. Les Cassés cadde facilmente all'inizio di giugno. In seguito, Simone marciò verso Montferrand, dove Raimondo di Tolosa aveva posto al comando suo fratello Baldovino. Dopo un breve assedio, questi firmò un accordo per abbandonare la piazzaforte in cambio del giuramento di non combattere più contro i crociati. Dopo la presa di Montferrand, i crociati si diressero a Tolosa che venne assediata ma, questa volta, furono gli assalitori ad essere a corto di rifornimenti e uomini, e Simone di Montfort dovette ritirarsi prima della fine del mese. Confortato da ciò, Raimondo di Tolosa in settembre guidò un attacco a Castelnaudary, tuttavia senza avere pienamente successo in quanto i crociati beneficiarono di rinforzi. Quando, nel 1212, cadde anche Lavaur, i crociati erano giunti a circondare la contea di Tolosa, il cui conte Raimondo VI da oltre un anno non partecipava più alle operazioni della crociata. Allora Simone di Montfort e Arnaud Amaury, che operavano in buona armonia, gli chiesero di ottemperare alle promesse fatte a Saint-Gilles, cioè consegnare ai crociati alcuni tolosani sospetti di eresia; al suo rifiuto, Raimondo VI fu scomunicato, sulle sue terre cadde l'interdetto e cominciò l'invasione dei suoi territori. L'accerchiamento di Tolosa limitò le possibilità di comunicazione tra Raimondo e i suoi alleati in Aquitania e nei Pirenei.

#### Tolosa

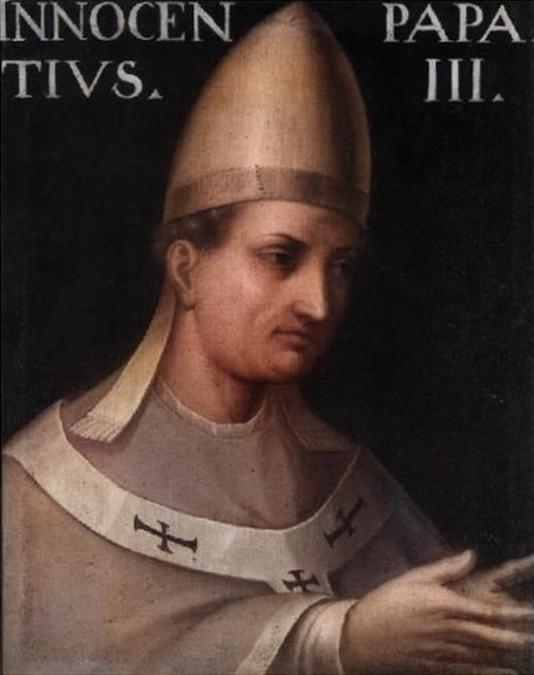
Ritratto di papa Innocenzo III

Per respingere i crociati, i catari si rivolsero al cognato di Raimondo, il re d'Aragona Pietro II Pietro era stato incoronato re da papa Innocenzo III nel 1204, aveva combattuto contro i Mori in Spagna e aveva prestato servizio nella battaglia di Las Navas de Tolosa. In virtù dei suoi successi militari, insieme alla persuasione di una delegazione inviata a Roma, riuscì a convincere Innocenzo III a ordinare l'arresto della crociata. Innocenzo si fidava di Pietro e sperava di porre fine alle attività militari contro gli Albigesi per poter concentrare le forze verso una nuova crociata indirizzata verso la Terra santa. Con i Catari che avevano subito sconfitte e con i vescovi che riteneva fossero stati troppo indulgenti con l'eresia, credeva che fosse giunto il momento di portare la pace in Linguadoca. Il 15 gennaio 1213, dunque, Innocenzo scrisse al legato Arnaud Amaury (divenuto vescovo di Narbona) e a Montfort rimproverando a quest'ultimo i suoi presunti attacchi ai cristiani e gli ordinò di restituire le terre che aveva preso. Inoltre, Innocenzo rimosse la maggior parte delle indulgenze crociate e chiese a Simone e ai suoi legati di tenere un concilio, ascoltare Pietro e riferirgli i loro sentimenti.
Pietro chiese al clero al Concilio di Lavaur di restaurare le terre di Raimondo, sostenendo che era pronto a pentirsi. Se questo era inaccettabile, le terre potevano essere poste sotto la protezione di suo figlio mentre andava in crociata. Il consiglio respinse le sue raccomandazioni, rifiutando di assolvere Raimondo e insistendo sul fatto che le terre che Pietro credeva dovessero essere restituite erano ancora influenzate dall'eresia.
Pietro respinse il verdetto del concilio. Preoccupato che Simone fosse diventato troppo potente, decise di venire in aiuto di Tolosa. La Corona d'Aragona, sotto Pietro II, si alleò con la Contea di Tolosa e ad altre entità per opporsi a Simon. Queste azioni allarmarono Innocenzo, che dopo aver ascoltato la delegazione di Simone denunciò Pietro e ordinò il ripristino della crociata. Il 21 maggio inviò a Pietro una lettera in cui lo rimproverava severamente per aver fornito false informazioni e lo avvertì di non opporsi ai crociati, arrivando a minacciarlo di scomunica. La coalizione di Pietro ingaggiò le truppe di Simone il 12 settembre nella battaglia di Muret. I crociati erano pesantemente in inferiorità numerica, sia Pietro che Simone organizzarono le loro truppe in tre linee. La prima delle linee crociate venne respinta, ma Simone riuscì a aggirare la cavalleria della coalizione e Pietro II fu colpito a morte. Venute a sapere della sua morte, le forze della coalizione si ritirarono confuse, permettendo alle truppe di Simone di occupare la parte settentrionale di Tolosa.

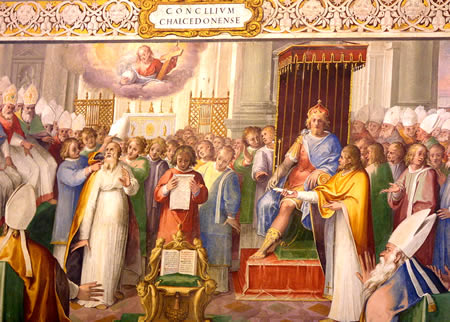
Il IV Concilio Lateranense

Fu un duro colpo per la resistenza, e nel 1214 la situazione peggiorò. Mentre i crociati continuavano la loro avanzata, Raimondo e suo figlio Raimondo VII di Tolosa furono costretti a fuggire in Inghilterra. In novembre, Simone de Montfort entrò nel Périgord e con facilità prese i castelli di Domme e Montfort; occupò anche Castlenaud e distrusse le fortificazioni di Beynac. Nel 1215 i crociati entrarono a Tolosa e la città fu costretta a pagare un'indennità di 30 000 marchi. Il IV Concilio Lateranense nel 1215 consolidò il controllo crociato sull'area proclamando ufficialmente Simone conte di Tolosa e che tutte le terre precedentemente conquistate da Raimondo VI e riprese dai crociati sarebbero state poste sotto il controllo di Simone e che le terre che non erano state ancora conquistate sarebbero state poste sotto la protezione della Chiesa fino a quando Raimondo VII non sarebbe stato abbastanza adulto per governarle. Il Concilio proclamò anche una nuova crociata in Medio Oriente, distogliendo le reclute da quella in Linguadoca, costringendo Simone a fare sempre più affidamento sui mercenari.

### La rivolta occitana
Le terre conquistate in questo periodo furono perse ampiamente tra il 1215 e il 1225 in una serie di rivolte. Nel 1216 Raimondo VI di Tolosa rientrò nella Linguadoca-Rossiglione, fomentando una nuova rivolta contro le forze occupanti dei baroni crociati. Beaucaire venne messe sotto assedio a maggio e, dopo tre mesi, gli occupanti stavano esaurendo le provviste e raggiunsero un accordo con Raimondo per cedere il castello in cambio del permesso di lasciarlo con le armi. Gli sforzi del Montfort per alleviare la città furono respinti. Innocenzo III morì improvvisamente nel luglio 1216 e la crociata cadde in un temporaneo disordine. Il comando passò al più cauto Filippo II di Francia, riluttante a proseguire con vigore le operazioni militari essendo, all'epoca, ancora pesantemente coinvolto nel conflitto con il re Giovanni d'Inghilterra.
Montfort si trovò a dover sedare una rivolta a Tolosa prima di dirigersi verso ovest per prendere Bigorre, ma fu respinto a Lourdes nel dicembre 1216. Il 12 settembre 1217, Raimondo riprese Tolosa senza combattere mentre Montfort era occupato nella regione di Foix. Il Montfort si affrettò a tornare indietro, ma le sue forze non furono sufficienti per riconquistare la città prima che la campagna si fermasse. Come risposta all'invito di papa Onorio III a riprendere la crociata, il Montfort riprese l'assedio nella primavera del 1218. Il 25 o il 29 giugno, mentre tentava di respingere una sortita dei difensori, venne colpito e ucciso da una pietra scagliata da una macchina d'assedio. Tolosa fu trattenuta e i crociati respinti. I resoconti popolari affermano che l'artiglieria della città era manovrata dalle donne e dalle ragazze della città.
La crociata continuò con rinnovato vigore, Filippo si rifiutò di comandare personalmente ma accettò di nominare suo figlio, anche lui riluttante, il principe Luigi, a guidare una spedizione. Il suo esercito marciò verso sud a partire da maggio, passando per il Poitou. In giugno, un esercito guidato da Amalrico VI di Montfort, figlio del defunto Simon, unito a Luigi, assediò Marmande. La città cadde nel giugno 1219 e i suoi occupanti, esclusi solo il comandante e i suoi cavalieri, vennero massacrati. Dopo aver catturato Marmande, Luigi tentò di riconquistare Tolosa ma dopo un assedio di sei settimane l'esercito dovette abbandonare l'obiettivo e fare ritorno a casa. Onorio III definì l'impresa una "miserabile battuta d'arresto". Senza le truppe di Luigi, Amaury non fu in grado di mantenere le terre che aveva preso e i Catari furono in grado di riconquistare gran parte delle loro terre. Castelnaudary venne ripresa dalle truppe di Raimondo VII, Amaury la assediò nuovamente dal luglio 1220 al marzo 1221, ma la città fu in grado di resistere a otto mesi di assalto. Nel 1221 i successi di Raimondo e del figlio continuarono: Montréal e Fanjeaux furono riconquistati e molti cattolici furono costretti a fuggire. Nel 1222, Raimondo VII aveva ripreso tutte le terre precedentemente perse. Nello stesso anno morì Raimondo VI e Raimondo VII gli succedette. Il 14 luglio 1223 anche Filippo II morì e Luigi VIII gli successe come re di Francia. Nel 1224, Amaury de Montfort abbandonò Carcassonne e Raimondo VII tornò dall'esilio per reclamare la regione. Nello stesso anno, Amaury cedette le sue terre rimanenti a Luigi VIII.

### L'intervento reale e fine dell'indipendenza dalla contea di Tolosa

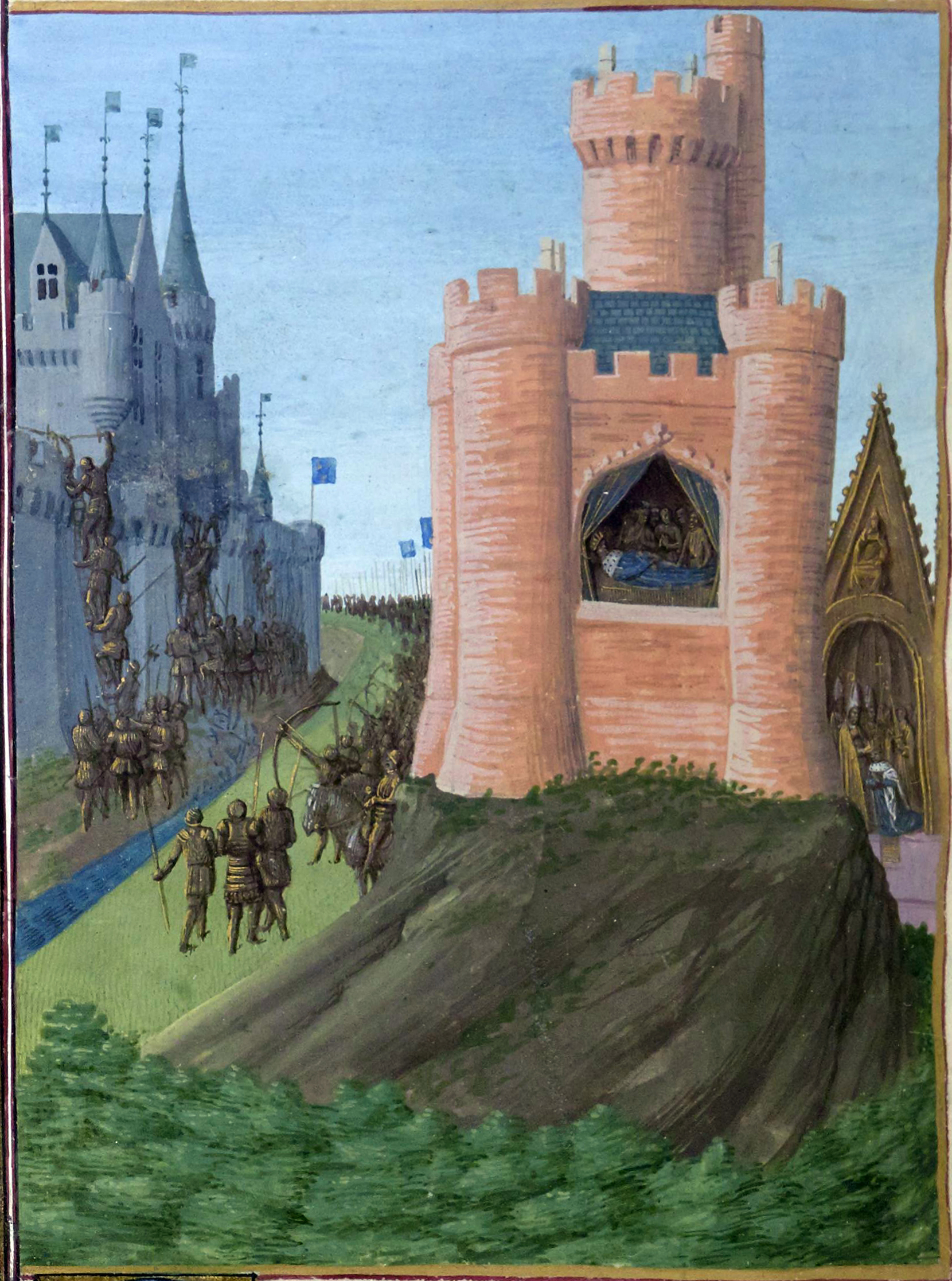
L'assedio di Avignone

La situazione mutò nuovamente a seguito della disponibilità all'intervento nella crociata, data, nel 1223, dal nuovo re di Francia, Luigi VIII, e che, dopo i grandi concili di Parigi e di Bourges, ottenne la scomunica del nuovo conte, Raimondo VII, figlio di Raimondo VI, e lanciò la crociata nel 1226, radunando l'esercito a Lione, si diresse a Tolosa passando da Avignone (assediata e conquistata), Béziers e Carcassonne e le aree prima perdute vennero riconquistate e tutta la regione fu ai suoi piedi. In ottobre a Pamiers, Luigi VIII dichiarò che tutte le terre conquistate agli eretici appartenevano di diritto alla corona di Francia e organizzò la Linguadoca come un dominio della Francia.
A trarne però i frutti fu Luigi IX, succeduto al padre, morto nel 1226; Luigi VIII morì infatti nel novembre di quell'anno e i suoi sforzi contro gli albigesi vennero proseguiti dal successivo sovrano, il figlio Luigi IX il Santo, che difese gli interessi della Francia nella contesa con la chiesa ed il conte di Tolosa. Nel 1228 vi fu l'ennesimo assedio di Tolosa, che si concluse con la presa della città e la distruzione delle sue fortificazioni. Nel 1229 i principali antagonisti giunsero ad un compromesso. La contea di Tolosa ed il marchesato di Provenza, privata dei territori del ducato di Narbona e della viscontea di Nîmes, rimasero al conte Raimondo VII, però vassallo della Francia, con l'impegno di maritare la sua unica erede, Giovanna al fratello del re Luigi IX, Alfonso.

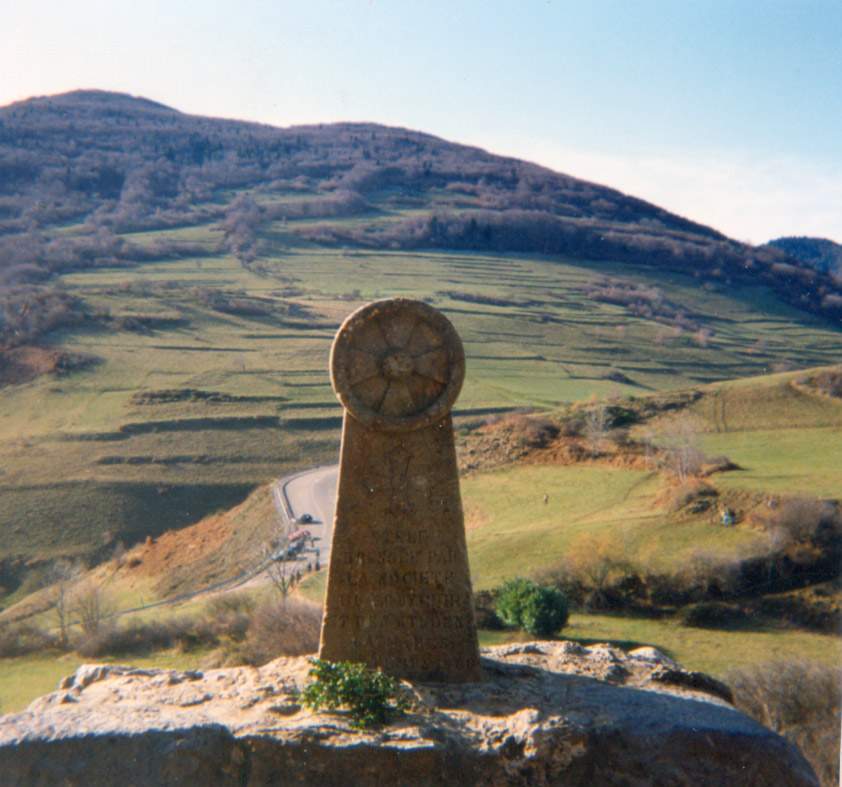
Monumento in memoria dei duecento catari bruciati durante l'assedio di Montségur (16 marzo 1244)

Raimondo VII rimase neutrale quando Raimondo Trencavel, figlio del defunto visconte di Béziers e Carcassonne Raimondo Ruggero Trencavel, rifugiato in Aragona e scomunicato dal 1227, passati i Pirenei con una banda di Catalani, cercò di sollevare la Linguadoca contro il re di Francia, occupò Carcassonne, ma non conquistò la cittadella, che resistette ai suoi attacchi dal 17 settembre al 10 ottobre 1240, per poi fuggire alla notizia dell'arrivo dell'esercito reale. La reazione contro gli insorti anche cattolici fu molto dura. Quando invece, il 12 maggio 1242, Il re d'Inghilterra Enrico III sbarcò a Royan, Raimondo VII si affrettò ad occupare Narbona e Bèziers, ma dopo la ritirata di Enrico III da Saintes, i rivoltosi si demoralizzarono: il conte di Foix abbandonò la coalizione antifrancese e Raimondo, minacciato di scomunica, supplicò il re Luigi IX che gli concesse il perdono in cambio della promessa di combattere l'eresia e attenersi al trattato di Parigi del 1229. I nobili della provincia erano ridotti in miseria e di conseguenza il catarismo che da loro traeva risorse a poco a poco si spense. Ai baroni del Sud e ai càtari rimanevano due fortezze: l'imprendibile Montségur e Queribus. Successive operazioni portarono nelle mani regie la prima nel 1244 e la seconda nell'agosto del 1255, ponendo fine al catarismo e all'indipendenza dei baroni meridionali.

## L'Inquisizione

Una croce gialla simile a quella che i catari pentiti erano costretti a cucire sui propri vestiti

Con la fase militare della campagna contro i Catari ormai sostanzialmente terminata, nel 1234 Papa Gregorio IX instaurò l'Inquisizione con l'obiettivo di sradicare i movimenti eretici, compresi i Catari sopravvissuti. Operando nel sud, a Tolosa, Albi, Carcassonne e in altre città per tutto il XIII secolo e gran parte del XIV, l'Inquisizione riuscì a schiacciare il catarismo come movimento popolare e a sopprimere i suoi ultimi aderenti. Le punizioni per gli eretici variavano notevolmente: il più delle volte venivano costretti ad indossare croci gialle sulle vesti in segno di penitenza esteriore; altri erano obbligati a compiere pellegrinaggi che spesso includevano combattimenti contro i musulmani. Anche visitare una chiesa locale senza vestiti una volta al mese per poi essere flagellati era una punizione comune. I catari che tardavano a pentirsi subivano la prigionia e, spesso, la confisca delle proprietà; coloro che rifiutarono del tutto di pentirsi venivano messi al rogo.
I frati dell'Ordine domenicano, che prendono il nome dal loro fondatore, San Domenico, si recavano in città e villaggi predicando la conformità agli insegnamenti della Chiesa e contro l'eresia. In alcuni casi presero parte personalmente alle persecuzione.
Dal maggio 1243 al marzo 1244, la fortezza catara di Montségur venne assediata dalle truppe del siniscalco di Carcassonne e di Pierre Amiel, arcivescovo di Narbonne. Il 16 marzo 1244 ebbe luogo un grande massacro, in cui oltre 200 catari perfetti vennero bruciati vivi in un'enorme pira presso il prat dels cremats ("campo dei bruciati") ai piedi del castello. Sebbene dopo tali avvenimenti il catarismo non svanisse del tutto, i suoi adepti rimasti dovettero praticare in segreto.
L'Inquisizione continuò a perseguire i catari e a volte si affidò alla tortura come metodo per scovarli, tuttavia senza incontrare grandi successi. L'Inquisizione ricevette finanziamenti dalla monarchia francese, tuttavia, negli anni 1290 re Filippo IV di Francia ne limitò sostanzialmente le attività in quanto si trovava in conflitto con papa Bonifacio VIII. Inoltre, Filippo, dopo aver visitato la Francia meridionale nel 1303 ed essersi messo in allarme per i sentimenti antimonarchici diffusi tra i religiosi del luogo, specialmente a Carcassonne, decise di rimuovere le restrizioni imposte all'Inquisizione.
Papa Clemente V introdusse nuove norme volte a tutelare i diritti degli imputati. Il domenicano Bernardo Gui, inquisitore a Tolosa dal 1308 al 1323, scrisse un manuale in cui illustravano i costumi delle sette acattoliche e i metodi che gli inquisitori dovevano impiegare nella lotta all'eresia. Un'ampia parte del manuale descrive le usanze dei Catari, mettendole a confronto con quelle dei cattolici. Gui descrisse anche i metodi da utilizzare per interrogare i catari messi sotto accusa. Sotto di lui iniziò la definitiva spallata al catarismo e nel 1350 il movimento poté considerarsi estinto.

## Conseguenze
Come risultato della crociata contro gli Albigesi, vi fu solo un modesto numero di reclute francesi per la quinta e la sesta crociata. Strayer sostiene che la crociata contro gli Albigesi aumentò il potere della monarchia francese e rese il papato più dipendente da essa e ciò porterà il papato nel XIV secolo a trasferirsi ad Avignone.

## Genocidio

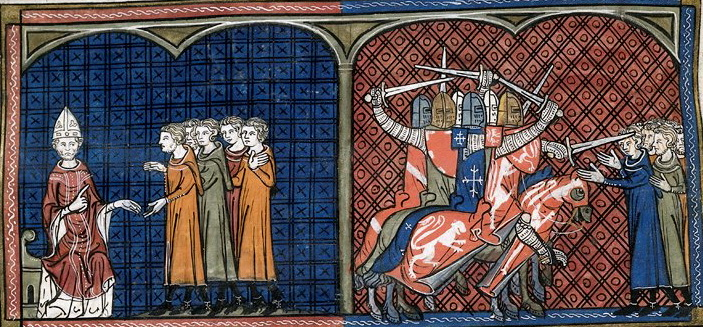
Papa Innocenzo III scomunica gli Albigesi (a sinistra). I crociati massacrano gli Albigesi (a destra).

Raphael Lemkin, coniatore del termine genocidio, ha definito la crociata contro gli albigesi come "uno dei più palesi casi di genocidio nella storia".
Dello stesso parere è lo storico Mark Gregory Pegg; mentre un altro storico, Robert E. Lerner, contesta queste posizioni sostenendo che non vi fosse da parte di coloro che parteciparono alla crociata una volontà di sterminio etnico. Laurence Marvin non esclude del tutto che si possa equipararla a un genocidio, ma contesta l'asserzione di Pegg riguardante la possibilità che possa aver costituito una base ideologica per futuri genocidi come l'olocausto.
Kurt Jonassohn e Karin Solveig Björnson descrivono la crociata albigese come "il primo genocidio ideologico". Kurt Jonassohn e Frank Chalk (che insieme hanno fondato il Montréal Institute for Genocide and Human Rights Studies) hanno studiato a fondo la questione della crociata albigese in un loro libro sui genocidi, con la partecipazione degli storici Joseph Strayer e Malise Ruthven. Anche Colin Tatz, direttore dell'Australian Institute for Holocaust and Genocide Studies, classifica gli eventi come genocidio.

### Esplicative
1. ↑  "Il papato e il re di Francia arricchirono le loro imprese genocide con la loro Crociata albigese del tredicesimo secolo contro i Càtari nel sud della Francia - una violenta azione che provocò circa 200 000 ulteriori vittime e costituì ora un altro genocidio completato." In Tatz e Higgins, 2016, p. 214.
2. ↑  Domenico di Guzmán rimase nel paese dei Catari per oltre dieci anni (1205-1216), collaborando con il vescovo di Tolosa, Folchetto di Marsiglia e come legato papale cercò sempre di convertire i catari, con semplici riconciliazioni. Solo una volta Domenico è citato tra coloro che assistevano al rogo dei catari.
3. ↑  Cesario di Hesisterbach, monaco che lo storico Régine Pernoud definisce «autore provvisto di una fervida immaginazione e di scarso rispetto per l'autenticità storica» (in Medioevo. Un secolare pregiudizio, Bompiani, Milano 1992, p. 16)
4. ↑  Pietro II era cognato di Raimondo VI, che nel 1203 aveva sposato la sorella di Pietro, Eleonora d'Aragona (1182-1226), figlia del re Alfonso II d'Aragona (1157-1196), ponendo fine ai dissidi tra la casa d'Aragona e la contea di Tolosa.
5. ↑  Il matrimonio tra Giovanna e Alfonso fu celebrato, nel 1241.

### Bibliografiche
1. ↑  Robertson, 1902, p. 254.
2. 1 2 3  Lemkin, 2012, p. 71.
3. 1 2 3  Pegg, 2008, p. 195.
4. ↑  Cross e Livingstone, 2005, p. 303.
5. ↑  Lock, 2006, pp. 162-164.
6. ↑  Nicholson, 2004, pp. 164-166.
7. ↑  Nicholson, 2004, pp. 56-57.
8. ↑  Gui, 2006, p. 39.
9. ↑  Le Roy Ladurie, 1978, p. xi.
10. ↑  Costen, 1997, p. 59.
11. ↑  Costen, 1997, p. 60.
12. ↑  Madden, 2005, p. 124.
13. ↑  Costen, 1997, p. 67.
14. ↑  Gui, 2006, p. 36.
15. ↑  Gui, 2006, p. 42.
16. ↑  Costen, 1997, p. 68.
17. ↑  Barber, 2014, p. 78.
18. 1 2 3 4  (EN) Albigenses, in Catholic Encyclopedia, New York, Encyclopedia Press, 1913.
19. ↑  Moore, 2012, p. 317.
20. ↑  Broadbent, 1931, p. 45.
21. ↑  Broadbent, 1931, p. 44.
22. ↑  Broadbent, 1931, p. 41.
23. ↑  Broadbent, 1931, pp. 45-46.
24. ↑  Gaster, 1911, p. 119.
25. ↑  Velikonja, 2003, p. 35.
26. ↑  Cross, Livingstone, 2005.
27. ↑  Strayer, 1971, p. 186.
28. ↑  Costen, 1997, p. 54.
29. ↑  Barber, 2014, p. 31.
30. ↑  Broadbent, 1931, p. 86.
31. ↑  (EN) Catholic Encyclopedia, New York, Encyclopedia Press, 1913..
32. ↑  Ellwood, Alles, 2007.
33. ↑  Barber, 2014, pp. 22, 31.
34. ↑  Peters, 1980, p. 108.
35. ↑  Pietro di Vaux de Cernay, 1998, p. 5.
36. ↑  Martin-Chabot 1931–1961 p. 2
37. ↑  Costen, 1997, pp. 60-61.
38. ↑  Strayer, 1971, p. 214.
39. ↑  Moore, 2012, pp. 1-4.
40. ↑  Mosheim, 1867.
41. ↑  Costen, 1997, p. 26.
42. ↑  Graham-Leigh, 2005, p. 42.
43. 1 2  Falk, 2010, p. 169.
44. ↑  Pietro di Vaux de Cernay, 1998, pp. 8-9.
45. ↑  Graham-Leigh, 2005, p. 6.
46. ↑  Madden, 2005, p. 125.
47. 1 2  Madden, 2005, p. 126.
48. ↑  Pietro di Vaux de Cernay, 1998, pp. 16-18.
49. ↑  Pietro di Vaux de Cernay, 1998, pp. 58-59.
50. ↑  William of Tudela, Anonymous, 2004.
51. ↑  Pietro di Vaux de Cernay, 1998, p. 36.
52. ↑  William of Tudela, Anonymous, 2004.
53. ↑  Pietro di Vaux de Cernay, 1998, p. 84.
54. ↑  Lock, 2006, p. 164.
55. ↑  Power, 2009, pp. 1047-1085.
56. 1 2  Pietro di Vaux de Cernay, 1998, p. 88.
57. ↑  Strayer, 1971, p. 66.
58. ↑  Costen, 1997, p. 121.
59. ↑  Pietro di Vaux de Cernay, 1998, p. 89.
60. ↑  Pietro di Vaux de Cernay, 1998, pp. 90-91.
61. ↑  Strayer, 1971, p. 62.
62. 1 2  Milo e Arnaud Amaury, 2003, p. 128.
63. ↑  Strayer, 1971, pp. 62-63.
64. 1 2  Pietro di Vaux de Cernay, 1998, pp. 92-93.
65. ↑  Strayer, 1971, p. 64.
66. ↑  Pietro di Vaux de Cernay, 1998, p. 98.
67. ↑  Guillaume de Puylaurens, 2003, p. 34.
68. ↑  Madden, 2005, p. 128.
69. ↑  Pietro di Vaux de Cernay, 1998, p. 101.
70. ↑  Pietro di Vaux de Cernay, 1998, pp. 108-113.
71. ↑  Pietro di Vaux de Cernay, 1998, p. 114.
72. ↑  Pietro di Vaux de Cernay, 1998, pp. 115-140.
73. ↑  Pietro di Vaux de Cernay, 1998, p. 142.
74. ↑  Marvin, 2009a, p. 77.
75. ↑  Pietro di Vaux de Cernay, 1998, p. 154.
76. 1 2  Strayer, 1971, p. 71.
77. ↑  Sismondi, 1973, pp. 64-65.
78. ↑  Pietro di Vaux de Cernay, 1998, p. 156.
79. ↑  Pietro di Vaux de Cernay, 1998, p. 168.
80. 1 2  Costen, 1997, p. 132.
81. ↑  Pietro di Vaux de Cernay, 1998, pp. 182-185.
82. ↑  Pietro di Vaux de Cernay, 1998, p. 215.
83. ↑  Pietro di Vaux de Cernay, 1998, p. 233.
84. ↑  Pietro di Vaux de Cernay, 1998, pp. 235-236.
85. ↑  Pietro di Vaux de Cernay, 1998, p. 239.
86. ↑  Pietro di Vaux de Cernay, 1998, p. 243.
87. ↑  Pietro di Vaux de Cernay, 1998, pp. 253-265.
88. ↑  Pietro di Vaux de Cernay, 1998, pp. 273–276, 279.
89. ↑  Strayer, 1971, p. 83.
90. ↑  Pietro di Vaux de Cernay, 1998, pp. 286-366.
91. ↑  Strayer, 1971, pp. 84-85.
92. ↑  Barber, 2014, p. 54, 63.
93. ↑  Strayer, 1971, pp. 89-91.
94. 1 2 3 4  Madden, 2005, p. 130.
95. ↑  Pietro di Vaux de Cernay, 1998, pp. 367-466.
96. ↑  Strayer, 1971, pp. 86-88.
97. 1 2  Pietro di Vaux de Cernay, 1998, p. 463.
98. ↑  Strayer, 1971, p. 92.
99. ↑  Pietro di Vaux de Cernay, 1998, pp. 401-411.
100. ↑  Wolff e Hazard, 1969, p. 302.
101. ↑  Nicholson, 2004, p. 62.
102. ↑  Strayer, 1971, p. 102.
103. ↑  Pietro di Vaux de Cernay, 1998, pp. 528-534.
104. ↑  Pietro di Vaux de Cernay, 1998, pp. 529-530, 533-534.
105. ↑  Pietro di Vaux de Cernay, 1998, pp. 554–559, 573.
106. ↑  Strayer, 1971, p. 134.
107. 1 2 3  Lock, 2006, p. 165.
108. ↑  Strayer, 1971, pp. 102-103.
109. ↑  Madden, 2005, p. 131.
110. ↑  Pietro di Vaux de Cernay, 1998, p. 584.
111. 1 2 3 4  Meyer, 1879, p. 419.
112. ↑  Strayer, 1971, pp. 52, 98.
113. 1 2  Nicholson, 2004, p. 63.
114. ↑  Costen, 1997, pp. 117, 150–151.
115. ↑  Strayer, 1971, p. 117.
116. ↑  Strayer, 1971, p. 175.
117. ↑  Strayer, 1971, pp. 117-118.
118. ↑  Strayer, 1971, p. 119.
119. ↑  Strayer, 1971, p. 120.
120. ↑  Costen, 1997, p. 151.
121. ↑  Strayer, 1971, p. 122.
122. ↑  Sumption, 1978, pp. 230-232.
123. ↑  Costen, 1997, p. 173.
124. ↑  Strayer, 1971, pp. 146-147.
125. 1 2  Sumption, 1978, pp. 238-240.
126. ↑  Strayer, 1971, pp. 159-160.
127. ↑  Strayer, 1971, pp. 159-163.
128. 1 2 3  Strayer, 1971, p. 162.
129. ↑  Gui, 2006, pp. 35-46.
130. ↑  Madden, 2005, pp. 145, 158.
131. ↑  Strayer, 1971, p. 174.
132. ↑  (EN)  Laurence W. Marvin, "A Most Holy War: The Albigensian Crusade and the Battle for Christendom" (review), The Catholic Historical Review, ottobre 2009, 95 (4): 801–802. doi:10.1353/cat.0.0546.
133. ↑  Frank Robert Chalk; Kurt Jonassohn, The History and Sociology of Genocide: Analyses and Case Studies, Institut montréalais des études sur le génocide, Yale University Press, pp. 114–138, 1990. ISBN 978-0-300-04446-1.
134. ↑  Tatz e Higgins, 2016, p. 214.